# Prima della prima
Prima della prima è un programma televisivo italiano di musica lirica in onda settimanalmente su Rai 3 dal 2009 al 2015, il giovedì notte intorno all'1:30 e il sabato alle ore 22.45 su Rai 5.
Il programma, a cura di Rosaria Bronzetti, era già presente nei palinsesti pomeridiani degli anni 90, prima con il titolo "L'amore è un dardo", poi con il titolo "Figaro qua, Figaro là" ed infine con l'attuale denominazione, documenta il dietro le quinte delle principali opere liriche messe in scena nei teatri in Italia, con una particolare attenzione alle prove dell'orchestra, al laboratorio scenografico e ai lavori della sartoria. Non mancano le interviste agli interpreti, al direttore d'orchestra, al regista e a tutti coloro che collaborano all'allestimento dell'opera.